# Osvaldo Luiz Vital
Osvaldo Luis Vital (Santa Bárbara d´Oeste, 9 de janeiro de 1959), é um ex-futebolista brasileiro que atuava como meio-campista.

## Carreira
Começou na equipe mirim do Estrela D'Oeste de sua cidade natal em 1974 e passou em 1975 ao infantil do União Agrícola Barbarense. Depois, realizou testes no infanto-juvenil do Guarani, mas não foi promovido à equipe juvenil do Bugre. Em 1976, realizou treinamentos na Ponte Preta, sendo efetivado em sua equipe juvenil.
Em 1977, disputou alguns amistosos pelo time principal do União, e, no mesmo ano, estando na Ponte Preta, foi convocado para a Seleção Paulista de Juniores, pela qual disputou o Campeonato Brasileiro Inter-Seleções Estaduais.  
Em 1978, Osvaldo foi lançado no time de profissionais da Ponte. Em 1981, foi o artilheiro da Macaca na campanha do vice-campeonato Paulista. Na conquista do título do primeiro turno, diante do Guarani no Majestoso, foi Osvaldo quem inaugurou o marcador. É o autor do gol da Ponte Preta (1–0) no maior público do Olímpico (98 mil pessoas, na semifinal do Brasileiro de 1981). É o quarto maior artilheiro do clube, com 89 gols.
Em janeiro de 1983, foi contratado pelo Grêmio. Na Libertadores de 83, Osvaldo foi o artilheiro do Tricolor com 6 gols em 12 jogos. Foi campeão da Copa Intercontinental de 1983, em Tóquio, na vitória do Grêmio sobre o Hamburgo. Foi campeão e artilheiro do clube no Campeonato Gaúcho de 1986, marcando 13 gols.
Chegou ao Santos no início de 1987. No segundo semestre, foi comprado pelo Vasco por 9 milhões de cruzados.
Em outubro de 1988, chegou ao Coritiba, onde ficou até 1990 e foi Campeão Paranaense em 1989. Fez 68 jogos e marcou 11 gols.
Encerrou a carreira na Ponte Preta em 1992.

## Títulos
Grêmio
- Campeonato Gaúcho: 1985 e 1986
- Taça Libertadores: 1983
- Copa Europeia/Sul-Americana: 1983
- Copa Los Angeles: 1983
- Troféu Palma de Mallorca - Espanha: 1985
- Copa Rotterdam - Holanda: 1985
- Copa Phillips - Holanda: 1986

Coritiba
- Campeonato Paranaense: 1989

### Individuais
- Artilheiro da Copa Libertadores de 1983: (6 gols)[1]

## Ligações Externas
- Osvaldo Luiz Vital no Instagram